# Sutton (Peterborough)
Pour les articles homonymes, voir Sutton.
Sutton est une paroisse civile et un village du Cambridgeshire, en Angleterre.